# Військово-музичний центр Сухопутних військ Збройних Сил України

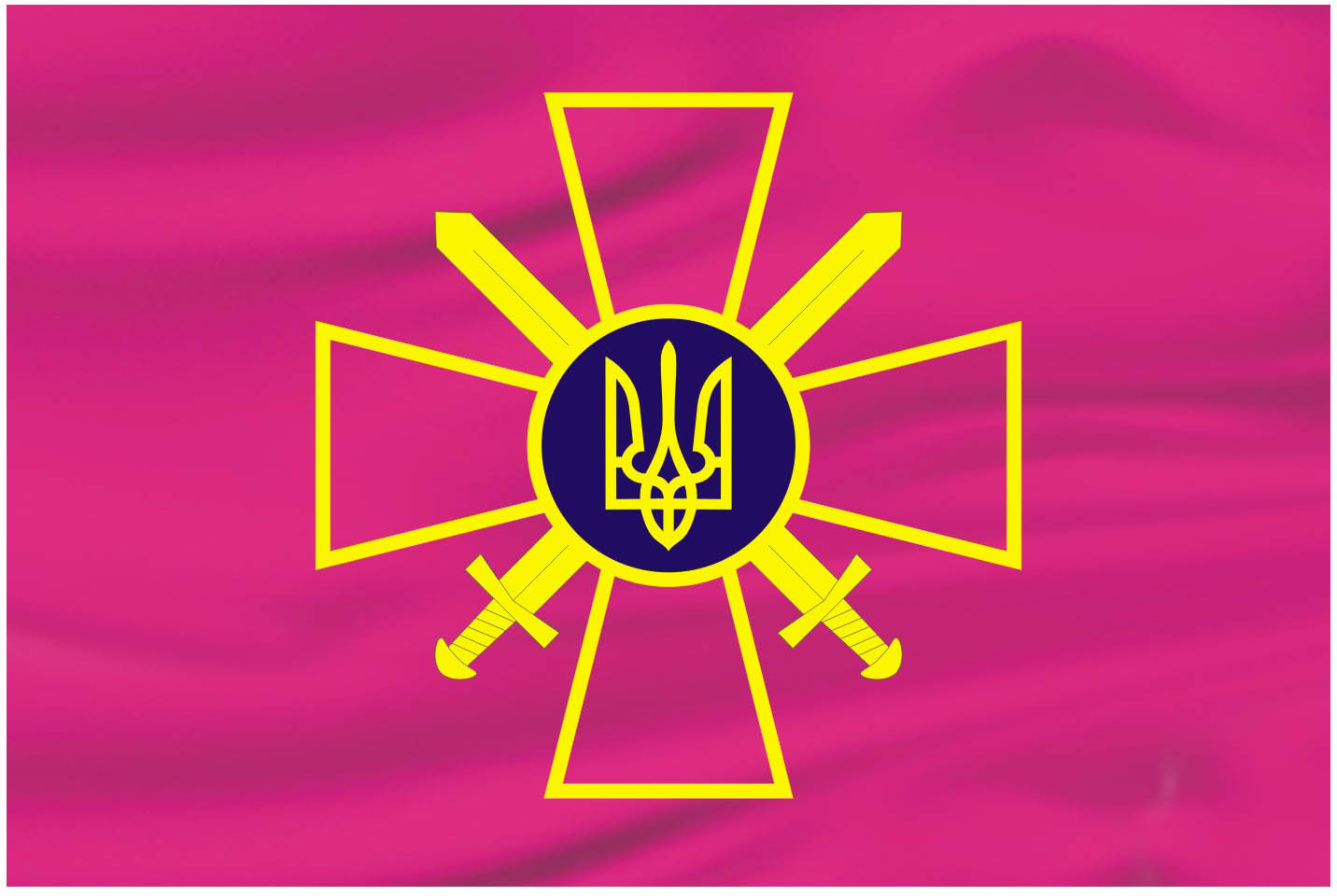
Прапор Сухопутних військ України

Емблема Сухопутних військ України

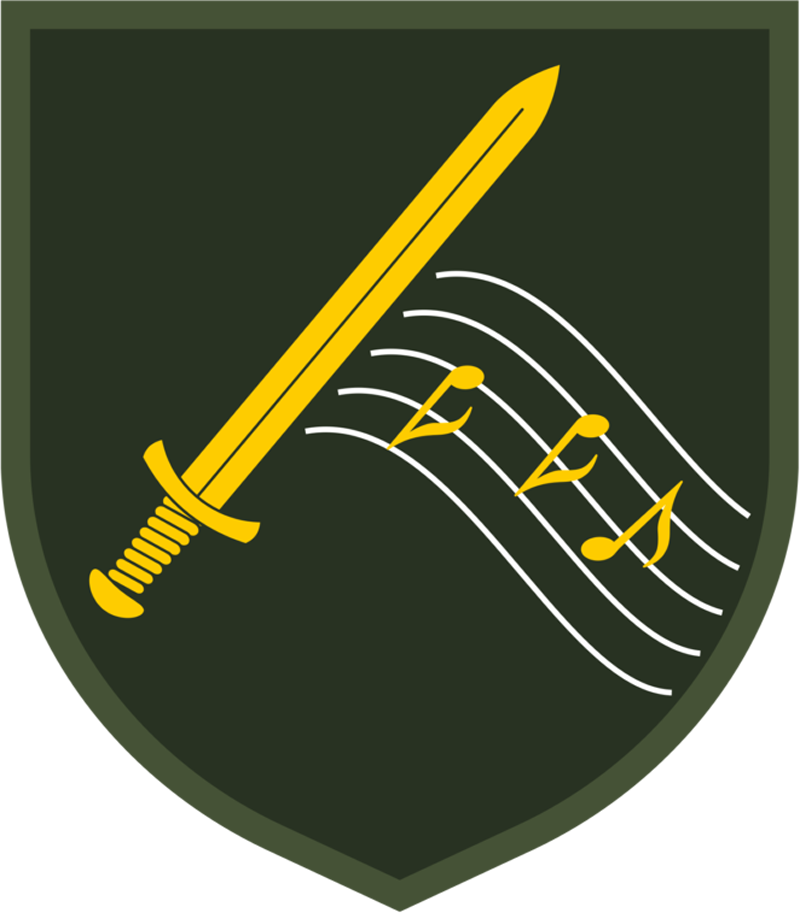
Шеврон Військово-музичного центру Сухопутних військ України Збройних Сил України

Військово-музичний центр Сухопутних військ Збройних Сил України — це військовий професійний колектив, призначений засобами музичного мистецтва та художнім словом сприяти активному військово-патріотичному, культурному та естетичному вихованню особового складу військ, підтриманню його високого морально-бойового духу; пропагувати українське національне мистецтво, гідно представляючи національну культуру та її військово-патріотичну тематику в Україні та за її межами.
Як експеримент, на виконання організаційно-штатної директиви Міністра оборони України, на базі 7 військового оркестру штабу Північного оперативного командування (м. Чернігів) та ансамблю пісні і танцю Сухопутних військ Збройних Сил України (м. Київ) 21 серпня 2003 року сформовано військово-музичний центр Сухопутних військ Збройних Сил України, який було розташовано на базі 8 навчального залізничного полку Міністерства оборони України (м. Чернігів, вулиця Щорса, 18).
З липня місяця 2005 року і по сьогодні військово-музичний центр передислоковано в приміщення колишнього гарнізонного будинку офіцерів (м. Чернігів, вулиця Шевченка, 57).
Першим начальником центру — художнім керівником призначено підполковника Дашковського В.А. На сьогодні начальником центру - художнім керівником є підполковник Павлів Роман Юрійович.

## Творча діяльність
За період свого існування військово-музичний центр, середній вік особового складу якого складає 30 років, досяг широкого визнання як один з найбільш потужних та досконалих професійних військово-музичних колективів не тільки в Україні, але і за її межами. Значний обсяг роботи було проведено творчими колективами центру при святкуванні 60-ї річниці визволення України від німецько-фашистських загарбників, 60-річчя Перемоги у Великій Вітчизняній війні; центр є учасником всіх парадів в м. Києві, присвячених річницям незалежності України.
Протягом своєї концертно-гастрольної та методичної діяльності колектив центру бере участь у військових парадах і заходах за участю Президента України, керівництва держави, Міністерства оборони України, Командування Сухопутних військ Збройних Сил України, успішно репрезентує свою високу професійність у військових гарнізонах України та на міжнародних фестивалях за межами держави. Особливим прикладом цього є виступ артистів центру в Республіці Ірак під час їх відповідної поїздки до Іраку в складі урядової делегації на чолі з Міністром оборони України в жовтні 2005 року та перший в системі центрів Збройних Сил України концертно-гастрольний тур по віддалених гарнізонах країни, проведений військово-музичним центром у травні 2007 року.
За час свого існування військово-музичним центром проведено понад 950 концертно-стройових заходів у військових частинах гарнізонів Збройних Сил України та в цивільних організаціях. Військово-музичний центр брав участь у близько 25 міжнародних фестивалях, програмах, концертах. 
Центр веде активну політику щодо участі у всеукраїнських та міжнародних фестивалях, інших культурно-мистецьких заходах, які стимулюють та дають життя  новим  військово-патріотичним творам, мистецьким доробкам українських класичних та сучасних авторів, пісенному жанру, використовуючи українську народну мелодію як першоджерело.
Відбулися поїздки: на святкування 300-річчя з дня заснування м. Санкт-Петербург (Російська Федерація), де здобута перша премія; 60-річчя визволення м. Брянська від німецько-фашистських загарбників (Російська Федерація), за результатами якої центр став дипломантом фестивалю; міжнародні фестивалі  духових  оркестрів у м. Штутгард, м. Зіген, м. Оберхаузен, місті побратимі Чернігова — м. Меммінгемі, м. Брауншвайзі (Німеччина). В жовтні 2005 року в складі урядової делегації України на чолі з Міністром оборони України творчий колектив центру привітав концертним виступом окремий батальйон миротворчого Українського контингенту в Республіці Ірак. В червні-липні 2008 року військовий оркестр та балет центру брав участь у міжнародних фестивалях військових духових оркестрів у м. Жів’є (Франція) та м. Модена (Італія). В ході цих поїздок творчий склад центру крім забезпечення урочистостей виступав з сольною програмою на центральних площах, центральних концертних площадках та залах міст.
Своїми виступами колективи центру зробили вагомий внесок в розвиток військового співробітництва з країнами — членами НАТО і, особливо, слід зазначити, що підготовка та музичне забезпечення проведення «Дня європейського та євроатлантичного партнерства — 2007» на території Національної академії України під час першої фази українсько-американського навчання «Стрімкий тризуб — 2007», спільні шоу-програми центру з джазовим колективом «Check Six» оркестру Військово-повітряних сил США в Європі з 18 по 25 квітня 2008 року, з Міжнародним оркестром штабу Верховного Головного командування Об’єднаних Збройних сил НАТО в Європі в період з 16 по 20 вересня 2008 року, з військовим фольклорним ансамблем «Янішок» Міністерства оборони Словацької Республіки в період з 24 по 26 вересня 2008 року − відіграло надзвичайно великий вплив на створення авторитету військово-музичного центру як на території нашої держави, так і у світовому масштабі.
Традиційними стали і спільні заходи військових митців (музик) та Міністерства культури України. Вже вчетверте та базі центру проводиться Міжнародний гітарний фестиваль. Цікаво, що саме військовий колектив, камерний хор центру, спілка композиторів України запросила до участі у Міжнародному фестивалі «Musik Fest-2008» в Києві, що і надалі має місце в діяльності центру. Саме колектив хору центру під керівництвом головного хормейстера заслуженої артистки України працівника Збройних Сил України Марини Гончаренко посів почесне друге місце та отримав звання лауреата в номінації "Професійні колективи" на Міжнародному фестивалі церковної музики «Хайнувка — 2009», який відбувся в Республіці Польща. У фестивалі взяли участь 23 музичних колективи з Естонії, Литви, Росії, Польщі, Татарстану, Молдови, Німеччини, Болгарії, Румунії, Словаччини, Угорщини і України. Вперше за всю історію фестивалю в найпрестижнішій категорії —  «професійні колективи» — виступали військові хористи з Чернігова.
Робота всіх творчих колективів центру спрямована на створення цікавих масштабних проектів та шоу-програм, які підтримують розвиток національних військово-патріотичних традицій та підвищують імідж військової служби серед населення України. Такі проекти, як «Армія-дітям» та «Час нових героїв» мають за  основну ідею виховання в дітях, підлітках та майбутніх призовниках, людської гідності і не зважаючи на будь-які життєві негаразди, збереження любові та відданості Батьківщині.
Отож, за ініціативою Центру в період з 14 по 17 грудня 2009 року вперше в історії Збройних Сил України організовано та проведено Міжнародний дитячий музичний фестиваль «Квітка миру» в рамках четвертого етапу проекту «Армія – дітям», який вперше в Україні об’єднує мистецькі доробки юних музикантів-виконавців, які випробовують свої сили з симфонічним оркестром військово-музичного центру.
У вересні 2009 року було започатковано та на сьогодні продовжується новий рекламно-агітаційний проект центру, спільно з Чернігівським міським військкоматом —  «День призовника «Час нових героїв», мета якого полягає в ефективному поширенні серед молоді інформації про службу у Збройних Силах України, донесенні до школярів об'єктивних відомостей про навчання, службу і побут військовослужбовців. Цей проект мав позитивний резонанс серед освітніх закладів міста, які звернулись з проханням надання додаткової інформації для роботи на місцях. Творчим колективом центру була надана допомога всім загальноосвітнім закладам міста у вигляді аудіо та відео матеріалів пропагуючих Збройні Сили України.
Такі масштабні проекти сприятимуть популяризації військових музичних колективів, обізнаності громадськості щодо Збройних Сил України.
Беручи до уваги міжнародний військовий досвід (прикладом чого може служити військово-музичний центр Сухопутних військ Збройних Сил Сполучених Штатів Америки імені генерала Першінга, військово-музичний центр Сухопутних військ Збройних Сил Австрії), на зразок військово-музичного центру Сухопутних військ Збройних Сил України у 2006 році сформовано центри військово-музичного мистецтва Військово-Повітряних Сил Збройних Сил України (м. Вінниця), Західного (м. Львів) та Південного (м. Одеса) оперативних командувань. За час існування центру присвоєно почесне звання заслуженого артиста України начальнику центру —  художньому керівнику майору Шевчуку О. І., головному хормейстеру ансамблю пісні і танцю Гончаренко М.А., солісту центру Володимиру Гришину.
Особовий склад центру неодноразово заохочувався відзнаками та нагородами Міністра оборони України, начальника Генерального штабу —  Головнокомандувача Збройних Сил України, командувача Сухопутних військ Збройних Сил України.

## Структура
В складі військово-музичного центру Сухопутних військ Збройних Сил України функціонує три творчі колективи:
- військовий оркестр;
- камерний симфонічний оркестр;
- ансамбль пісні і танцю (в складі балету та хору).

До складу цих творчих колективів входять 13 малих форм концертно-творчої діяльності:
- духовий оркестр;
- камерний хор;
- камерний симфонічний оркестр;
- балет «Модерн»;
- біг-бенд;
- диксиленд;
- брас-квінтет «Чернігів-Брас»;
- квартет дерев’яних духових інструментів;
- гурт «Комбо»;
- вокальна «Студія-Фольк»;
- вокальний джаз-секстет «Мейдж»;
- жіночий квартет;
- струнний квартет.

Однозначно, що даний склад малих форм концертно-творчої діяльності дає можливість одночасного проведення декількох концертів (виступів творчих колективів) в різних місцях.

## Призначення центру
Діяльність військово-музичного центру є складовою частиною військово-патріотичної та культурно-естетичної роботи, організації дозвілля в Збройних Силах України і проводиться на основі високоідейних, патріотично спрямованих, високохудожніх концертних та театралізованих програм, що базуються на кращих традиціях і досягненнях національної і світової культури та історичній спадщині Українського війська.
В центрі обладнані спеціальні приміщення: 
- оркестрова студія;
- балетна студія;
- хоровий клас;
- приміщення для репетицій творчих колективів;
- приміщення для індивідуальних занять солістів-вокалістів, солістів-інструменталістів;
- сучасна студія звукозапису;
- костюмерний цех;
- нотна бібліотека тощо.

Найбільше за місткістю приміщення будівлі військово-музичного центру – велика зала (місткістю 200 місць), в якій постійно проводяться урочисті зібрання до державних свят, зібрання ветеранів Збройних Сил України, літературно-концертні вечори для військовослужбовців та членів їх сімей, мешканців міста, новорічні ялинки для дітей.
Військово-музичний центр організовує та проводить:
- концерти для військовослужбовців та  членів їх сімей у військових частинах,  центрах культури та дозвілля, військово-навчальних закладах, установах та організаціях що належать до сфери управління Міністерства оборони України;
- творчі колективи центру беруть участь у музичному забезпеченні військових парадів, ритуалів, плац-концертів, суспільно-політичних, культурно-масових та спортивних акціях;
- музичне забезпечення заходів, присвячених урочистим та знаменним датам в історії Української держави та її Збройних Сил;
- концертні виступи на телебаченні та радіо;
- концертні виступи поза структурою Збройних Сил України;
- надає методичну допомогу військовим, аматорським мистецьким колективам;
- допомагає у вивченні стройових пісень у частинах та підрозділах Збройних Сил;
- за дорученням начальника Військово-музичного управління Генерального штабу Збройних Сил України бере участь у підготовці та проведенні конкурсів і фестивалів військово-патріотичної та маршової пісні, фестивалях і конкурсах військових оркестрів та ансамблів пісні і танцю, конкурсах по створенню нових композицій національно-патріотичної тематики, інструментовок, аранжувань та  обробок музичних і хорових творів для військових оркестрів та ансамблів;
- співпрацює з творчими спілками, поетами, композиторами, провідними виконавцями та діячами культури і мистецтва з метою написання нових творів військово-патріотичного спрямування;
- розробляє рекламну продукцію, афіші, буклети, то що.

## Творчі зв'язки
Творчі колективи військово-музичного центру мають досить характерні риси, відносно мети своєї діяльності, враховуючи той факт, що у творчому складі центру загалом присутні особистості, які представляють різні жанри та напрямки в реалізації своїх  творчих амбіцій.
Одним з основних пластів який закладений у репертуарних планах творчих колективів центру —  є українська музична спадщина та її популяризація. Невід’ємною частиною цієї роботи є спільна праця з композиторами та поетами, які практично безкорисно працюють у цих важливих напрямках: патріотичному, військово-патріотичному та жанрі сучасної військової лірики.
Свідоме та активне відношення музикантів військово-музичного центру до своєї праці базується, перш за все, на любові до своєї професії, постійному прагненні до удосконалення виконавської майстерності. Тому великий вплив на підвищення рівня виконавської майстерності оркестру мають і творчі зустрічі з іншими музичними колективами та видатними митцями України і зарубіжжя: творча співпраця з академіком Академії мистецтв України, професором Національної музичної академії України, Народним артистом України Левком Колодубом; професором Київської національної академії мистецтв ім. П. І. Чайковського Володимиром Апатським; сучасним українським композитором Володимиром Птушкіним; членом спілки композиторів України, Заслуженим діячем мистецтв України Віктором Мужчіль; членом спілки композиторів України, Народним артистом України Володимиром Золотухіним; секретарем національної спілки композиторів, Народною артисткою України, лауреатом національної премії України ім. Т.Г.Шевченка, член-кореспондентом Академії мистецтв України, професором національної музичної академії України ім. П. І. Чайковського Л.В.Дичко; Заслуженим артистом Росії, солістом естрадно-симфонічного оркестру Міністерства внутрішніх справ Росії, доцентом кафедри духових та ударних інструментів Московського інституту військових диригентів полковником Веніаміном Мясоєдовим; Заслуженим артистом Росії, доцентом кафедри військово-оркестрової служби Московського інституту військових диригентів полковником Олександром Халіловим; ректором Нацинського музично-педагогічного університету, професором Ю Де Сян (Китай); диригентом Харківського національного театру опери та балету, лауреатом національних конкурсів Дмитром Морозовим; лауреатами міжнародних конкурсів Олегом Бойком, Наталією Золотарьовою, Олександром Саєнком, Христиною Шестак та ін.